# Evelyn Waugh
Pour les articles homonymes, voir Waugh.
Evelyn Waugh /ˈiːv.lɪn ˈwɔː/, né à Londres le 28 octobre 1903 et mort à Taunton dans le Somerset le 10 avril 1966, est un écrivain britannique ; il se caractérise par sa pratique très pure et raffinée de la langue anglaise et par son style sarcastique. Le critique américain Edmund Wilson voit en lui « le seul véritable génie comique paru en anglais depuis George Bernard Shaw ».

## Biographie
Second fils du critique littéraire Arthur Waugh et frère cadet de l'auteur de livres de voyages Alec Waugh, Evelyn Waugh naît dans le quartier londonien d'Hampstead dans une famille de la bourgeoisie aisée. Il suit sa scolarité dans un établissement empreint d'un strict esprit anglican, le Lancing College (en) (Sussex de l'Ouest).
Evelyn Waugh continue son éducation à Oxford au Hertford College, en histoire moderne. Davantage intéressé par sa production littéraire, par la vie mondaine de l'université et par les excès en tout genre des cercles aristocratiques qu'il fréquente activement, il obtient des résultats modestes. En 1924, il met un terme à ses études.
Evelyn Waugh devient alors professeur dans une école au Pays de Galles et, en 1925, tente de se suicider en s'éloignant des côtes à la nage ; une piqûre de méduse le contraint à faire demi-tour.
Evelyn Waugh exerce ensuite divers métiers (apprenti menuisier, journaliste) jusqu'à la publication de Grandeur et Décadence (Decline and Fall) en 1928, son premier roman, partiellement autobiographique, empreint d'une rare verve satirique et d'un sens aigu du nonsense. Il y écrit : « Je considère l'écriture non comme une recherche de personnages, mais comme un exercice sur l'usage du langage, et je suis obsédé par cela. Je n'ai aucun intérêt technique ou psychologique. C'est le drame, le discours et les événements qui m'intéressent. » Le succès de ce roman, vendu pendant l'automne à 2 000 exemplaires chaque semaine, le propulse immédiatement sur le devant de la scène littéraire britannique et le réintroduit auprès des cercles de la haute société londonienne.
Evelyn Waugh fréquente alors, sans en faire partie selon lui, les Bright Young People, un groupe de jeunes aristocrates hédonistes et décadents qui défraient la chronique. Alors que sa femme qui se prénomme Evelyn, comme lui, vient de le quitter (fille du libéral et baron Herbert Gardner elle l'abandonne pour John Heygate (en)), se trouve souvent chez les Guinness. Il écrit chez eux Ces corps vils (Vile Bodies), décrivant les Bright Young Things, tandis qu'au même moment et au même endroit Nancy Mitford rédige Highland Fling et que Bryan Guinness travaille à Chanter faux, partiellement inspiré de la rupture du couple Waugh. Avec Randolph, fils de Winston Churchill, qu'il ne connait alors pas, qui sera, selon les époques, soit son ami soit un ennemi, il devient en 1930 le parrain de Jonathan Guinness, fils de son amie Diana Mitford et de Bryan Guinness. Le nom même de Jonathan venait du projet de Waugh d'écrire un livre sur Jonathan Swift. Devenu intime de Diana Guinness lors de sa grossesse, il lui avouera bien plus tard, dans un courrier de mars 1966, que son livre Travail interrompu était en grande partie un portrait de lui amoureux d'elle. Il fréquentait aussi alors des personnalités telles que le photographe de mode Cecil Beaton, l'éditeur Jonathan Cape, William et Harold Acton, Vyvyan Holland (fils d'Oscar Wilde), etc.
Evelyn Waugh prendra ses distances avec ce milieu qui l'avait oublié après son échec à Oxford. Il le dépeint avec une ironie sauvage dans ses romans.
Devenu agnostique au Lancing College, Evelyn Waugh se convertit au catholicisme en 1930 ; ses idées religieuses se manifesteront de manière de plus en plus visible au fur et à mesure de sa carrière, jusqu'à constituer le principal élément thématique de ses dernières œuvres, coexistant avec un profond pessimisme. Il passe la décennie 1930-1940 à voyager en Asie et en Amérique latine, et à écrire.
Le deuxième grand événement qui marque son univers est la Seconde Guerre mondiale. Sa brève carrière dans l'armée britannique et son retour à la vie civile ajoutent à son désenchantement. Après plusieurs rejets il rejoint comme officier les Royal Marines où il est nommé lieutenant puis promu capitaine malgré : son âge avancé (il est surmommé "uncle" par ses pairs), sa condition physique insuffisante, son arrogance et ses faibles dispositions pour le commandement.  
Lord Lovat dit de lui que ses hommes n'obéissaient quasiment pas à ses ordres et auraient tiré sur lui si l'occasion se présentait. Lovat est caricaturé par Waugh dans Sword of Honour comme le coiffeur pour dames, Trimmer. 
Il participe à l'expédition avortée contre Dakar puis fait jouer ses relations afin d'obtenir une affectation auprès des unités commandos Layforce de Robert Laycock, avec lesquels il suit l'instruction en Écosse. Un premier entraînement en Écosse se passe dans l'île de Mugg, où les commandos escaladent des falaises gelées. Waugh se trouve aux ordres d'un colonel, ex-amant de sa propre femme.  
Dans ses livres un général va-t-en-guerre manchot et borgne du nom de Ritchie-Hook (allusion à peine voilée au célèbre général Carton de Wiart) le prend sous ses ordres à intervalles réguliers. 
Affecté en Égypte et témoin de la dramatique évacuation de la Crète en 1941, Evelyn Waugh se blesse en Angleterre lors d'un saut d'entraînement en parachute et est bientôt mis en marge. À compter de juillet 1944, il est envoyé en mission en Yougoslavie, avec le major Randolph Churchill, par le général Fitzroy Maclean. Il écrit un rapport qualifié de « remarquable » sur la persécution des catholiques croates par les partisans communistes. Ce rapport est « enterré » par le secrétaire aux Affaires étrangères britannique Anthony Eden, car à cette époque, Tito est un allié nécessaire du Royaume-Uni.
Son expérience de la guerre est abordée dans la trilogie Sword of Honor. Son chef-d'œuvre Brideshead Revisited est écrit durant la deuxième partie de la guerre pendant des périodes d'inactivité.

### Famille
Evelyn Waugh a été marié deux fois. Son union (juin 1928 à St. Paul, Portman Square, Harold Acton étant son témoin) avec Evelyn Gardner (1903-1994) s'est terminée par une reconnaissance de nullité.
En 1937, il s'est marié avec Laura Herbert (1916-1973), avec qui il a eu sept enfants. Son fils aîné, Auberon Waugh (1939-2001), journaliste et romancier, a longuement évoqué la famille Waugh dans son autobiographie satirique, Mémoires d'un gentleman excentrique, 2001 (Will this do? 1991).

## Œuvres

### Romans

#### TrilogieSword of Honour
- Men at Arms (1952) - James Tait Black Memorial Prize Publié en français  sous le titre Hommes en armes, traduit par Jean Dumas-Simart, Paris, Stock, 1954 ; réédition, Paris, 10/18, coll. « Domaine étranger » no 1674, 1984  (ISBN 2-264-00653-6) ; réédition, Paris, Robert Laffont, coll. « Pavillons poche », 2012  (ISBN 978-2-221-11720-0)
- Officers and Gentlemen (1955) Publié en français  sous le titre Officiers et Gentlemen, traduit par Gilbert Vivier et J.-G. Chauffeteau, Paris, Stock, 1956 ; réédition, Paris, 10/18, coll. « Domaine étranger » no 1691, 1985  (ISBN 2-264-00667-6) ; réédition, Paris, Robert Laffont, coll. « Pavillons poche », 2013  (ISBN 978-2-22111721-7)
- Unconditional Surrender (1961) Publié en français  sous le titre La Capitulation, traduit par Jeanne Hébert-Stevens, Paris, Stock, 1962 ; réédition, Paris, 10/18, coll. « Domaine étranger » no 1713, 1985  (ISBN 2-264-00694-3) ; réédition, Paris, Robert Laffont, coll. « Pavillons poche », 2014  (ISBN 978-2-221-11722-4)

#### Autres romans
- Decline and Fall (1928) - satire des classes privilégiées et de l'ascension sociale Publié en français  sous le titre Conduite scandaleuse, traduit par Franz Weyergans, Bruxelles, Éditions universitaires, coll. « Rivages », 1946 ; réédition dans une nouvelle traduction de Henri Evans sous le titre Grandeur et Décadence, Paris, Juilliard, 1981  (ISBN 2-260-00251-X) ; réédition, Paris, 10/18, coll. « Domaine étranger » no 1537, 1983  (ISBN 2-264-00506-8) ; réédition, Paris, Robert Laffont, coll. « Pavillons poche », 2006  (ISBN 2-221-10768-3)
- Vile Bodies (1930) Publié en français  sous le titre Ces corps vils, traduit par Louis Chantemèle, Paris, Éditions de la Table ronde, 1947 ; réédition, Paris, 10/18, coll. "domaine étranger" n° 1538, 1983  (ISBN 2-264-00507-6) ; réédition, Paris, Robert Laffont, coll. « Pavillons poche », 2011  (ISBN 978-2-221-11719-4)
- Black Mischief (1932) - satire sur les efforts de Hailé Sélassié Ier pour moderniser l'Abyssinie (Waugh étant très critique sur les notions de modernité et de progrès rationnel) Publié en français  sous le titre Diablerie, traduit par Marie Canavaggia, Paris, Grasset, coll. « Romans étrangers » no 8, 1938 ; réédition, Paris, 10/18, coll. « Domaine étranger » no 1508, 1982  (ISBN 2-264-00465-7)
- A Handful of Dust (1934) - critique de la civilisation se déroulant dans une maison de campagne anglaise et en Guyane néerlandaise Publié en français  sous le titre Une poignée de cendres, traduit par Marie Canavaggia, Paris, Grasset, coll. « Romans étrangers » no 12, 1945 ; réédition, Paris, 10/18, coll. « Domaine étranger » no 1501, 1982  (ISBN 2-264-00457-6) ; réédition, Paris, C. Bourgois, 1988  (ISBN 2-267-00602-2) ; réédition, Paris, La Découverte, coll. « Culte fictions », 2003  (ISBN 2-7071-4150-X) ; réédition, Paris, Robert Laffont, coll. « Pavillons poche », 2011  (ISBN 978-2-221-11718-7)
- Scoop (1938) - décrit la frénésie des journalistes de guerre dans une Abyssinie (à présent Éthiopie) à peine déguisée Publié en français  sous le titre Sensation !, traduit par Franz Weyergans, Bruxelles, Éditions universitaires, coll. « Rivages », 1946 ; réédition dans une nouvelle traduction de Henri Evans sous le titre Scoop, suivi de Une guerre en 1935, Paris, Julliard, 1980  (ISBN 2-260-00229-3) ; réédition, Paris, UGE, coll. « 10/18. Domaine étranger », no 1589, 1983  (ISBN 2-264-00562-9) ; réédition, Paris, Éditions Robert Laffont, coll. « Pavillons poche », 2010  (ISBN 978-2-221-11717-0)
- Put Out More Flags (1942) - satire de la drôle de guerre Publié en français  sous le titre Hissez le grand pavois, traduit par Georges-Philippe Brabant, Paris, Robert Laffont, coll. « Pavillons » no 18, 1948 ; réédition, Paris, 10/18 coll. « Domaine étranger » no 1473, 1982  (ISBN 2-264-00427-4)
- Brideshead Revisited (1945) - (sous-titré The Sacred and Profane Memories of Captain Charles Ryder) - roman qui décrit les sentiments spirituels derrière la façade d'une famille de l'aristocratie et leur ami agnostique. Publié en français  sous le titre Retour à Brideshead, traduit par Georges Belmont, Paris, Robert Laffont, coll. « Pavillons », 1946 ; réédition, Lausanne, Éditions Rencontre, coll. « Bestsellers du monde entier », 1969 ; réédition, Paris, 10/18 coll. « Domaine étranger » no 1398, 1980  (ISBN 2-264-00315-4) ; réédition, Paris, Robert Laffont, coll. « Bibliothèque Pavillons », 2005  (ISBN 2-221-10383-1)
- The Loved One (1948) - (sous-titré An Anglo-American Tragedy) - satire sur les excès financiers des croque-morts de Californie Publié en français  sous le titre Le Cher Disparu, traduit par Dominique Aury, Paris, Robert Laffont, coll. « Pavillons » no 23, 1949 ; réédition, Paris, LGF, coll. « Le Livre de poche » no 3461, 1973 ; réédition, Paris, 10/18 coll. « Domaine étranger » no 1430, 1981  (ISBN 2-264-00363-4) ; réédition, Paris, Robert Laffont, coll. « Pavillons poche » 2010  (ISBN 978-2-221-11640-1)
- Helena (1950) - fiction historique sur Hélène et la fondation de lieux de pèlerinage en Terre sainte Publié en français  sous le titre Hélène, traduit par Marie Canavaggia, Paris, Stock, 1951
- Love Among the Ruins. A Romance of the Near Future (1953)
- The Ordeal of Gilbert Pinfold (1957) - récit semi-autobiographique Publié en français  sous le titre L'Épreuve de Gilbert Pinfold, traduit de l'anglais par Claude Elsen, Paris, Stock, 1958 ; réédition, Paris, 10/18 coll. « Domaine étranger » no 1511, 1999  (ISBN 2-264-02754-1) ; réédition, Paris, Robert Laffont, coll. « Pavillons poche », 2020  (ISBN 978-2-221-11724-8)

### Recueils de nouvelles
- Mr Loveday's Little Outing and Other Sad Stories (1936)
- Work Suspended and Other Stories (1942) Publié en français  sous le titre La Fin d'une époque, traduit par Jocelyne Gourand, Paris, Quai Voltaire, 1989  (ISBN 2-87653-027-9) ; réédition, Paris, Seuil, coll. « Points. Nouvelles » no 567, 1993  (ISBN 2-02-014654-1)
- Basil Seal Rides Again (1963)
- Selected Works (1977), publication posthume
- Charles Ryder's Schooldays: And Other Stories (1982), publication posthume
- The Complete Short Stories (1997), publication posthume
- The Complete Stories of Evelyn Waugh (1998), publication posthume

### Nouvelles isolées
- The Tutor's Tale (1927)
- The Patriotic Honeymoon (1932)
- An Entirely New Angle (1932)
- Incident in Azania (1932)
- Bella Fleace Gave a Party (1933)
- Cruise (1933)
- The Man Who Liked Dickens (1933) Publié en français sous le titre L'Homme qui aimait Dickens, dans Histoires qui font mouche, Paris, Pocket, no 1820, 1981  (ISBN 2-266-01094-8)
- Out of Depth (1933)
- By Special Request (1934)
- Mr. Cruttwell's Outing (1935), aussi titré Mr. Loveday’s Little Outing
- On Guard (1935)
- Period Piece (1936)
- Winner Takes All (1936)
- Naples (1936)
- An Englishman's Home (1939)
- The Sympathetic Passenger (1939)
- Scott-King's Modern Europe (1947), aussi titré A Sojourn in Neutralisa Publié en français sous le titre Scott-King et le monde moderne, dans le recueil Trois nouvelles, traduit par Jocelyne Gourand, Paris, Quai Voltaire, 1993  (ISBN 2-87653-184-4) ; réédition, Paris, Rivages, coll. « Bibliothèque étrangère » no 567, 1994  (ISBN 2-86930-838-8)
- Tactical Exercice (1947) Publié en français sous le titre Exercice tactique, Paris, Opta, Mystère magazine no 246, juillet 1968
- Compassion (1949)
- Adam and Colonel Blount (1956)
- The End of the Battle (1961)
- Basil Seal Rides Again (1963) Publié en français sous le titre Basil Seal remet ça, dans le recueil Trois nouvelles, traduit par Jocelyne Gourand, Paris, Quai Voltaire, 1993  (ISBN 2-87653-184-4) ; réédition, Paris, Rivages, coll. « Bibliothèque étrangère » no 567, 1994  (ISBN 2-86930-838-8)
- Charles Ryder's Schooldays (1982), publication posthume d'une nouvelle écrite en 1945 Publié en français sous le titre Charles Ryder au collège, dans le recueil Trois nouvelles, traduit par Jocelyne Gourand, Paris, Quai Voltaire, 1993  (ISBN 2-87653-184-4) ; réédition, Paris, Rivages, coll. « Bibliothèque étrangère » no 567, 1994  (ISBN 2-86930-838-8)

### Récits de voyage
- Labels (1930), aussi paru sous le titre A Bachelor Abroad - compte-rendu de sa croisière en Méditerranée Publié en français sous le titre Bagages enregistrés, traduit par Jocelyne Gourand, Paris, Quai Voltaire, 1988  (ISBN 2-87653-014-7) ; réédition, Paris, Payot, coll. « Petite bibliothèque Payot. Voyageurs » no 73, 1994  (ISBN 2-228-88455-3)
- Remote People (1931), aussi paru sous le titre They Were Still Dancing - journal de voyage à Addis-Abeba à l'époque du couronnement de Hailé Sélassié Ier Publié en français sous le titre Hiver africain, traduit en français par Marc Gibot, Paris, Quai Voltaire, 1991  (ISBN 2-87653-056-2) ; réédition, Paris, Payot, coll. « Petite bibliothèque Payot. Voyageurs » no 103, 1992  (ISBN 2-228-88562-2)
- Ninety-two Days: The Account of a Tropical Journey Through British Guiana and Part of Brazil (1934) - voyage à travers la Guyane britannique
- Waugh In Abyssinia (1936) - second récit de voyage d'Afrique Publié en français sous le titre Waugh en Abyssinie, traduit en français par Béatrice Vierne, Paris, Arléa coll. « L'Étrangère », 1989  (ISBN 978-2-86959-059-5)
- Robbery Under Law (1939) - ses voyages au Mexique en 1938, décrivant notamment les persécutions des prêtres
- The Holy Places (1952)
- A Tourist In Africa (1960)

### Biographies
- Rossetti: His Life and Works (1928)
- St Edmund Campion: Jesuit and Martyr (1935) - Hawthornden Prize Publié en français  sous le titre Edmond Campion, martyr, traduit par André Prêle, Amiot-Dumont, 1953 ; réédition sous le titre Edmond Campion : Humaniste et martyr (1540-1581), Paris, Desclée de Brouwer, coll. « Christus » no 70, 1992  (ISBN 2-220-03090-3)
- The Life of the Right Reverend Ronald Knox (1959)

### Autobiographies, mémoires
- Waugh in Abyssinia (1936) - récit journalistique de la guerre et des événements qui y menèrent
- When the Going Was Good (1947)
- A Little Learning (1964) - premier volume de son autobiographie.
- The Diaries of Evelyn Waugh (1976)
- A Little Order (1977) - chroniques Publié en français sous le titre Un peu d'ordre !, traduit par Béatrice Vierne, Monaco, Éditions du Rocher, coll. « Anatolia », 2001  (ISBN 2-268-03944-7)
- The Letters of Evelyn Waugh (1980)

- Journal de guerre (1939-1945), Les Belles Lettres, coll. Mémoires de guerre, 2019

#### En français
- Charles Lambotte, Evelyn Waugh, un humoriste. Foyer Notre-Dame (coll. « Convertis du XXe siècle », 20), Bruxelles 1952.
- Benoît Le Roux, Evelyn Waugh, L'Harmattan, 2003
- Auberon Waugh, Mémoires d'un gentleman excentrique, Anatolia/Le Rocher, 2001

#### Autres langues
- Douglas Lane Patey, The Life of Evelyn Waugh, 1998. Oxford, UK : Blackwell.  (ISBN 0-631-18933-5).
- Martin Stannard, Evelyn Waugh: The Critical Heritage, 1984. London: Routledge.  (ISBN 0-415-15924-5).
- Martin Stannard, Evelyn Waugh, Volume I: The Early Years 1903–1939, 1993. London: Flamingo.  (ISBN 0-586-08678-1).
- Martin Stannard, Evelyn Waugh, Volume II: No Abiding City 1939–1966, 1993. London: Flamingo.  (ISBN 0-586-08680-3).
- Alexander Waugh, Fathers and Sons : The Autobiography of a Family. Headline, 2004 : Nan Talese, 2007.

### Adaptations de son œuvre

#### Au cinéma
- 1965 : Le Cher Disparu (The Loved One), film américain réalisé par Tony Richardson, adaptation du roman éponyme, avec Robert Morse
- 1988 : Une poignée de cendre, film britannique réalisé par Charles Sturridge, adaptation du roman éponyme, avec James Wilby et Kristin Scott Thomas
- 2003 : Bright Young Things, film britannique réalisé par Stephen Fry, adaptation du roman Vile Bodies (Ces corps vils), avec Emily Mortimer
- 2008 : Retour à Brideshead (Brideshead Revisited), film britannique réalisé par Julian Jarrold, adaptation du roman éponyme, avec Emma Thompson, Michael Gambon et Greta Scacchi

#### À la télévision
- 1939 : Table d'Hote, téléfilm à sketches britannique réalisé par H. Dennis Bradley, l'un des sketches est une adaptation de la nouvelle Doubting Hall
- 1968 : Decline and Fall... of a Birdwatcher, téléfilm britannique réalisé par John Krish, adaptation du roman Decline and Fall, avec Geneviève Page
- 1970 : Viles Bodies, téléfilm britannique réalisé par Alan Cooke, adaptation du roman éponyme
- 1972 : Scoop, mini-série britannique en 7 épisodes, adaptation du roman éponyme
- 1981 : Retour au château (Brideshead Revisited), mini-série britannique produite par Granada Television, adaptation du roman éponyme, avec Jeremy Irons
- 1987 : Scoop, téléfilm britannique réalisé par Gavin Millar, adaptation du roman éponyme, avec Michael Maloney
- 2001 : Sword of Honour, téléfilm britannique réalisé par Bill Anderson, adaptation de la trilogie romanesque éponyme
- 2006 : Mr. Loveday's Little Outing, téléfilm britannique réalisé par Sam Hobkinson, adaptation de la nouvelle éponyme, avec Richard Bremmer